# Metalografia (poligrafia)
Metalografia w rozumieniu techniki poligraficznej, poprzedziła bezpośrednio typografię, opracowana ok. roku 1430 w oparciu o techniki znane wcześniej przez złotników, rytowników i grawerów. Stosowana w Nadrenii i Niderlandach; Johannes Gutenberg stosował ją w Strasburgu w latach 1434–1439. W porównaniu z opracowaną dwadzieścia lat później typografią, metalografia miała wadę, polegającą na trudności jednakowego ustawienia form odlewniczych. Był to jednak istotny krok naprzód w porównaniu z technologiami poprzedzającymi (np. drzeworytnictwem i ksylografią), wykorzystującymi nietrwałe drewno jako formy drukowe, bo wprowadzał znacznie trwalszy metal - od tego też czasu zaczyna się kariera stopów ołowiu w poligrafii.
Zobacz też: Poligrafia.